# 지진보험
지진보험(Earthquake insurance)은 지진등의 재해로 발생한 손실을 보상하는 보험이다.

## 같이 보기
- 손해보험